# Schizorhinini
Schizorhinini is een tribus uit de familie van bladsprietkevers (Scarabaeidae). 

## Taxonomie
De volgende taxa zijn bij de tribus ingedeeld:
- Geslacht Navigator Moeseneder & Hutchinson, 2016[1]
- Subtribus Lomapterina Burmeister, 1842
- Subtribus Schizorhinina Burmeister, 1842